# Serie A 1972 (pallanuoto maschile)
La Serie A 1972 è stata la 53ª edizione del massimo livello del campionato italiano maschile di pallanuoto. Il torneo è stato vinto per la nona stagione consecutiva (l'ottava senza subire sconfitte) dalla Pro Recco che ha così conquistato il suo tredicesimo scudetto.

## Classifica finale
|  |     | Classifica finale 1972 | Pt | G  | V  | N | P  | GF  | GS  | DR  |
|  | --- | ---------------------- | -- | -- | -- | - | -- | --- | --- | --- |
|  | 1.  | Pro Recco              | 35 | 18 | 16 | 2 | 0  | 134 | 58  | +76 |
|  | 2.  | Canottieri Napoli      | 23 | 18 | 10 | 5 | 3  | 95  | 76  | +19 |
|  | 3.  | Sori                   | 21 | 18 | 8  | 5 | 5  | 116 | 101 | +15 |
|  | 4.  | Nervi                  | 19 | 18 | 6  | 6 | 6  | 100 | 96  | +4  |
|  | 5.  | Civitavecchia          | 17 | 18 | 8  | 1 | 9  | 106 | 106 | 0   |
|  | 6.  | Napoli                 | 16 | 18 | 6  | 4 | 8  | 113 | 117 | -4  |
|  | 7.  | Florentia              | 14 | 18 | 6  | 3 | 9  | 105 | 121 | -16 |
|  | 8.  | Camogli                | 12 | 18 | 5  | 4 | 9  | 95  | 113 | -18 |
|  | 9.  | Lazio                  | 11 | 18 | 4  | 5 | 9  | 92  | 119 | -27 |
|  | 10. | FIAT Torino            | 9  | 18 | 4  | 1 | 13 | 92  | 141 | -49 |

## Verdetti
- Pro Recco Campione d'Italia
- GS Fiat Torino retrocessa in Serie B